# Феліпе Кітадай
Феліпе Кітадай  (порт. Felipe Kitadai; нар. 28 липня 1989, Сан-Пауло, Бразилія) — бразильський дзюдоїст, олімпійський медаліст.

## Виступи на Олімпіадах
| Олімпіада   | Дисципліна         | Місце |
| ----------- | ------------------ | ----- |
| Лондон 2012 | надлегка категорія | 3     |
| Ріо 2016    | надлегка категорія | 7     |